# هلام القمر ذو النطاقات البنية
هلام القمر ذو النطاقات البنية هو نوع من أنواع هلام القمر الذي يوجد في أماكن مختلفة في المحيط الهادئ.

## التصنيف
ينتمي هلام القمر ذو النطاقات البنية إلى جنس أوريليا والذي يُطلق عليه عادةً اسم هلام القمر. هلام القمر هي أكثر أنواع قناديل البحر شيوعًا وانتشارًا.

## الوصف
يحتوي هلام القمر البني على ثمانية روبياليا (هياكل حسية) والعديد من المجسات الرفيعة والطويلة. يبلغ قطر جسمها 25-30 سم (9.8-11.8 بوصة). معظم الإناث التي تمت ملاحظتها لديها مسطح أصفر ذهبي كان موجودًا في أكياس الحضانة على أذرعها الفموية.

## التوزيع
يمكن العثور على هلام القمر ذو النطاقات البنية بالقرب من كوريا واليابان وبحر أوخوتسك وألاسكا وبحر بيرنغ. تفضل هذه الأنواع من هلام القمر المياه الباردة وهي من الأنواع التي تعيش في أعالي البحار، مفضلة البحار القطبية التي تقل عن 70 درجة شمالًا. عادة لا توجد أنواع من جنس هلام القمر في المياه العميقة، ولكن الهلام ذو النطاقات البنية يفضل المياه العميقة وينشط بشكل كبير فيها. يقوم هلام القمر ذو النطاقات البنية عادة بالهجرات العمودية عند الغسق.
وقد لوحظ على هلام القمر البني (المرحلة المتحركة والتكاثرية من التطور) في الطبقة القاعية، حيث يمكن جمعها بشباك الجر السفلية وحيث تميل إلى التجمع من الربيع إلى الخريف.

## السلوك
يسبح هلام القمر البني عكس التيار مع اتجاه صعودي غير مباشر لسطحها غير الفاسد؛ يسبح الأفراد بقوة مع تقلصات الهياكل الحسية القوية. هلام القمر البني له عمليات تمثيل غذائي يعتمد على درجة الحرارة. يمكن التلاعب بهلام القمر البني وابتلاعه بواسطة نجم البحر الهش (مجموعة كبيرة من شوكيات الجلد).

### النظام العذائي
تسبق الهلام القمرية ذات النطاقات البنية على عشاريات الأرجل اليرقية.

### التكاثر
لا يُعرف الكثير عن سلوكهم الإنجابي نظرًا لحدوثهم في الأعماق العميقة، ولكن من المعروف أنهم يتكاثرون لاجنسيًا. يمكن أن يحدث الانشطار العرضي (هو شكل من أشكال التكاثر اللاجنسي) بسبب فترة من درجات الحرارة المنخفضة، وهي تتلاشى على مدار العام في درجات حرارة منخفضة.